# Maurice Denham
Maurice Denham est un acteur britannique, né à Beckenham (Angleterre, Royaume-Uni) le 23 décembre 1909, mort à Northwood (Angleterre, Royaume-Uni) le 24 juillet 2002.

## Biographie
Maurice Denham apparaît au cinéma dans des films britanniques (majoritairement) et américains, ou des coproductions, de 1947 à 1996. Un de ses films les plus connus est La Flamme pourpre (1954), qui lui vaut l'année suivante (1955) une nomination au British Academy Film Award du meilleur acteur.
À la télévision, il joue dans plusieurs emissions en direct en 1938 et 1939. Il joue ensuite régulièrement, entre 1956 et 1997, dans des téléfilms et des séries telles que  La Chute des aigles en 1974 dans laquelle il interprète le Kaiser Guillaume Ier d'Allemagne.
Maurice Denham, tout au long de sa carrière, joue également au théâtre (où il débute en 1934), à Londres notamment.

## Filmographie partielle

### Au cinéma
- 1947 : Daybreak de Compton Bennett
- 1947 : Je cherche le criminel (Take my Life) de Ronald Neame
- 1947 : The Upturned Glass de Lawrence Huntington : policeman
- 1947 : Holiday Camp de Ken Annakin : Camp Doctor
- 1947 : Captain Boycott de Frank Launder : Lt Col Strickland
- 1947 : Au bout du fleuve (The End of the River) de Derek N. Twist
- 1947 : Je suis un fugitif (They made me a Criminel) d'Alberto Cavalcanti
- 1948 : Miranda de Ken Annakin : Cockle Vendor
- 1948 : Oliver Twist de David Lean
- 1948 : Jusqu'à ce que mort s'ensuive (Blanche Fury) de Marc Allégret
- 1948 : L'Évadé de Dartmoor (Escape) de Joseph L. Mankiewicz
- 1948 : Easy Money de Bernard Knowles
- 1948 : My Brother's Keeper de Alfred Roome : Trent
- 1948 : London Belongs to Me de Sidney Gilliat : Jack Rufus
- 1948 : The Blint Goddess de Harold French : Johnson
- 1949 : Le Lagon bleu (The Blue Lagoon) de Frank Launder
- 1949 : The Spider and the Fly, de Robert Hamer
- 1949 : La Rose et l'Oreiller (Once Upon a Dream), de Ralph Thomas
- 1949 : It's Not Cricket de Roy Rich et Alfred Roome : Otto Fisch
- 1949 : A Boy a Girl and a Bike de Ralph Smart : Bill Martin
- 1949 : Poet's Club de Frederick Wilson : PC Windle
- 1949 : Don't Ever Leave Me de Arthur Crabtree : Mr Knowles
- 1949 : Madness of the Heart de Charles Bennett : Dr Simon Blake
- 1949 : Landfall de Ken Annakin : Wing Cdr Hewitt
- 1950 : Traveller's Joy de Ralph Thomas : Fowler
- 1951 : Le Voyage fantastique (No Highway) d'Henry Koster
- 1953 : The Net de Anthony Asquith : Pf Carrington
- 1953 : Cinq Heures de terreur (Time Bomb) de Ted Tetzlaff
- 1953 : Tonnerre sur Malte (Malta Story) de Brian Desmond Hurst
- 1953 : Au coin de la rue (Street Corner) de Muriel Box
- 1954 : La Flamme pourpre (The Purple Plain) de Robert Parrish
- 1954 : Eight O'Clock Walk de Lance Comfort : Horace Clifford
- 1954 : L'Homme au million (The Million Pound Note) de Ronald Neame
- 1954 : Cour martiale (Carrington V.C.) d'Anthony Asquith
- 1954 : La Ferme des animaux (Animal Farm), film d'animation de John Halas et Joy Batchelor (voix)
- 1955 : Rendez-vous à Rio (Doctor at Sea) de Ralph Thomas
- 1955 : Simon et Laura (Simon and Laura) de Muriel Box
- 1956 : À vingt-trois pas du mystère (23 Paces to Baker Street) d'Henry Hathaway
- 1956 : Checkpoint de Ralph Thomas : Ted Thornhill
- 1957 : Rendez-vous avec la peur (Night of the Demon) de Jacques Tourneur
- 1957 : Il était un petit navire (Barnacle Bill) de Charles Frend
- 1958 : The Captain 's Table de Jack Lee : Major Broster
- 1959 : Notre agent à La Havane (Our Man in Havana) de Carol Reed
- 1960 : Le Paradis des monte-en-l'air (Two Way Stretch) de Robert Day
- 1960 : Coulez le Bismarck ! (Sink the Bismarck) de Lewis Gilbert
- 1961 : Un si bel été (The Greengage Summer) de Lewis Gilbert
- 1961 : La Marque (The Mark) de Guy Green
- 1962 : Les Mutinés du Téméraire (H.M.S. Defiant) de Lewis Gilbert
- 1963 : Paranoïaque (Paranoiac) de Freddie Francis
- 1963 : The Set Up de Gerard Glaister : Theo Gaunt
- 1964 : La Septième aube (The 7th Dawn) de Lewis Gilbert
- 1964 : Downfall de John Moxey : Sir Harold Crossley
- 1965 : Opération Crossbow (Operation Crossbow) de Michael Anderson
- 1965 : The Uncle de Desmond Davis : Mr Ream
- 1965 : Ces merveilleux fous volants dans leurs drôles de machines (Those Magnificent Men in their Flying Machines or How I flew from London to Paris in 25 hours 11 minutes) de Ken Annakin
- 1965 : ABC contre Hercule Poirot (The Alphabet Murders) de Frank Tashlin
- 1965 : Confession à un cadavre (The Nanny) de Seth Holt
- 1965 : Les Héros de Télémark (The Heroes of Telemark) d'Anthony Mann
- 1965 : Hystérie (Hysteria) de Freddie Francis
- 1965 : The Night Caller de John Gilling : Dr Morley
- 1966 : Le renard s'évade à trois heures (Caccia alla volpe) de Vittorio De Sica
- 1967 : Le Grand Départ vers la Lune (Rocket to the Moon) de Don Sharp (voix)
- 1967 : Les Turbans rouges (The Long Duel) de Ken Annakin
- 1967 : Le Jardin des tortures (Torture Garden) de Freddie Francis
- 1967 : Danger Route de Seth Holt : Peter Ravenspur
- 1968 : Attaque sur le mur de l'Atlantique (Attack on the Iron Coast) de Paul Wendkos
- 1968 : Negatives de Peter Medak
- 1969 : Some Girls Do de Ralph Thomas : Mr Mortimer
- 1969 : Midas Run de Alf Kjellin : Charles Crittenden
- 1969 : The Best House in London de Philip Saville :
- 1969 : A Touch of Love de Waris Hussein
- 1970 : The Virgin and the Gypsy de Christopher Miles
- 1971 : Un dimanche comme les autres (Sunday, Bloody Sunday) de John Schlesinger
- 1971 : Comtesse Dracula (Countess Dracula) de Peter Sasdy
- 1971 : Nicolas et Alexandra (Nicholas and Alexandra) de Franklin J. Schaffner
- 1973 : Chacal (The Day of the Jackal) de Fred Zinnemann
- 1974 : Luther de Guy Green
- 1976 : Parole d'homme (Shout at the Devil) de Peter R. Hunt
- 1977 : Julia de Fred Zinnemann
- 1981 : From a Far Country (it) de Krzysztof Zanussi
- 1987 : 84 Charing Cross Road de David Hugh Jones
- 1984 : The Chain de Jack Gold
- 1996 : Le Dernier Voyage de Robert Rylands (El último viaje de Robert Rylands) de Gracia Querejeta

### À la télévision
Séries, sauf mention contraire
- 1966 : Destination Danger (Danger Man), Saison 3, épisode 15 Trafic d'armes (Someone is liable to get Hurt)
- 1966 : The Legend of Young Dick Turpin
- 1974 : Fall of Eagles (La chute des aigles)
- 1978 : Le Retour du Saint (Return of the Saint), épisode 5 Le Village perdu (The Village that sold its Soul) de Leslie Norman
- 1978 : Les Professionnels (The Professionals), Saison 2, épisode 7 Un fonctionnaire peu courtois (Not a very Civil, Civil Servant)
- 1984 : Doctor Who (série télévisée) « The Twin Dilemma » : Edgeworth
- 1986 : Passions envolées (All Passion spent), téléfilm de Martyn Friend
- 1987 : Miss Marple (Agatha Christie's Miss Marple), épisode 9 Le Train de 16 h 50 (4.50 from Paddington) de Martyn Friend
- 1988 : Les Passions oubliées (Tears in the Rain), téléfilm de Don Sharp
- 1991 : Inspecteur Morse (Inspector Morse), Saison 5, épisode 2 Ce que femme veut (Fat Chance)
- 1992 : Memento Mori, téléfilm de Jack Clayton
- 1993 : Sherlock Holmes, cinquième série Les Archives de Sherlock Holmes (The Case-Book of Sherlock Holmes), épisode 8 Le Vampire de Lamberley (The Last Vampyre)

## Théâtre (sélection)

### Pièces jouées à Londres, sauf mention contraire
- 1938 : The Heart was not burned de James Laver, avec Pamela Brown, James Mason
- 1949-1950 : La Chute des anges (Fallen Angels) de Noël Coward, avec Hermione Gingold
- 1961-1962 : Macbeth et Le Roi Jean (King John) de William Shakespeare, avec Vernon Dobtcheff
- 1987-1988 : Semi-Monde (titre original) de Noël Coward, avec Kenneth Branagh, Judi Dench, Joanna Lumley, Ian Ogilvy
- 1989-1990 : In Praise of Rattigan, condensé (extraits) de pièces de Terence Rattigan (à Bath)